# Lyrical School
Le Lyrical School sono un gruppo musicale di idol giapponesi di musica hip-hop.
Il gruppo è stato fondato nell'ottobre 2010 con il nome tengal6 e sponsorizzato dall'azienda Tenga, ma è stato poi rinominato come lyrical school il 9 giugno 2012 a seguito della separazione dal precedente sponsor e del passaggio di casa discografica.
Il gruppo è solito collaborare con artisti emergenti e sperimentali sia in ambito musicale sia visuale; il videoclip del 2016 per il singolo RUN and RUN ha vinto la medaglia di bronzo nella categoria "Arti digitali" al Festival internazionale della creatività Leoni di Cannes.

## Componenti

### Attuali
- minan
  - Vero nome: Minan Honda (本多未南?)
  - Luogo e data di nascita: Prefettura di Gunma, 5 dicembre 1990
  - Periodo: da luglio 2013
  - Colore rappresentativo: ■ viola
  - Dal 4 maggio 2019 conduce settimanalmente il programma radiofonico del sabato pomeriggio lyrical school minan no Let's Chill Out (lyrical school minanのLet's チルアウト?) trasmesso dall'emittente locale FM Gunma[3]. Il 16 luglio 2019 ha pubblicato il singolo di debutto solista No More (No More?)[4].

### Precedenti
- ayaka
  - Vero nome: Ayaka Ōbu (大部彩夏?)
  - Luogo e data di nascita: sconosciuto, 31 agosto 1990
  - Periodo: fino al 26 febbraio 2017
  - Colore rappresentativo: ■ blu

- mei
  - Vero nome: Mei ??? (？？？芽依?)
  - Luogo e data di nascita: sconosciuto, 19 aprile 1991
  - Periodo: fino al 26 febbraio 2017
  - Colore rappresentativo: ■ rosso

- ami
  - Vero nome: Ami Hosokoshi (細越麻未?)
  - Luogo e data di nascita: sconosciuto, 5 luglio 1991
  - Periodo: fino al 26 febbraio 2017
  - Colore rappresentativo: ■ arancione

- yumi
  - Vero nome: Yūmi Kiyomizu (清水裕美?)
  - Luogo e data di nascita: sconosciuto, 19 settembre 1990
  - Periodo: fino al 5 settembre 2016
  - Colore rappresentativo: ■ grigio

- mariko
  - Vero nome: Mariko Kudō (工藤まり仔?)
  - Luogo e data di nascita: sconosciuto, 19 luglio 1988
  - Periodo: fino al 26 gennaio 2013
  - Colore rappresentativo: ■ verde

- erika
  - Vero nome: Erika China (知名えりか?)
  - Luogo e data di nascita: sconosciuto, 11 gennaio 1988
  - Periodo: fino al giugno 2013
  - Colore rappresentativo: ■ viola

- hina
  - Vero nome: Hina Komatsu (小松ひな?)
  - Luogo e data di nascita: Prefettura di Fukuoka, 5 giugno 1996
  - Periodo: da marzo 2013 al 13 dicembre 2015
  - Colore rappresentativo: ■ verde

- hime
  - Vero nome: Himeka Mochida (持田妃華?)
  - Luogo e data di nascita: Prefettura di Kanagawa, 14 maggio 1998
  - Periodo: da dicembre 2015 al 24 luglio 2022
  - Colore rappresentativo: ■ verde
  - hime è stata l'unica fra le componenti del gruppo a conoscere l'hip-hop da prima di entrare nel gruppo grazie all'influenza di suo padre, che ama il genere e fa appassionare la figlia dalla tenera età[5], e di sua madre fan del rapper giapponese Hilchryme, cosicché verso il quinto anno delle scuole elementari inizia a esercitarcisi praticamente[6]. Nel maggio del 2011 inizia la sua carriera professionale entrando nel gruppo di idol usa☆usa shōjo club (usa☆usa少女倶楽部?)[7]; nel settembre dello stesso anno viene scelta come membro delle Rhymeberry (ライムベリー?), sub-gruppo delle usa☆usa shōjo club dedicato alla musica hip-hop[8][9]; nell'aprile del 2014, le Rhymeberry cambiano produttore da Aries Entertainment a Particle e con l'occasione "si diplomano"[10] dalle usa☆usa shōjo club[11]; infine il 26 febbraio 2015 "si diploma" dalle Rhymeberry insieme con la collega DJ HIKARU[12][13]. Il 7 maggio dello stesso anno pubblica sul canale SoundCloud della E TICKET PRODUCTION la canzone Qualia (クオリア?) che aveva cantato da solista durante il periodo con le Rhymeberry[14].

- hinako
  - Vero nome: sconosciuto
  - Luogo e data di nascita: Prefettura di Niigata, 5 agosto
  - Periodo: da aprile 2017 al 24 luglio 2022
  - Colore rappresentativo: ■ rosso

- yuu
  - Vero nome: sconosciuto
  - Luogo e data di nascita: Prefettura di Hyōgo, 20 dicembre
  - Periodo: da aprile 2017 al 24 luglio 2022
  - Colore rappresentativo: ■ blu

- risano
  - Vero nome: sconosciuto
  - Luogo e data di nascita: Prefettura di Tokyo, 28 settembre
  - Periodo: da aprile 2017 al 24 luglio 2022
  - Colore rappresentativo: ■ arancione
  - Appassionata di canto e danza da bambina, si è trasferita per qualche tempo a Los Angeles per imparare l'inglese e studiare professionalmente danza; lì assiste a un concerto di Rihanna che la impressiona fortemente e la sprona a diventare un'artista. Tornata in Giappone, partecipa come ballerina ai concerti di Jody Watley e si appassiona alle lyrical school grazie a brani come il singolo del 2014 PRIDE; quando nel 2017 vengono aperte le audizioni per le nuove componenti partecipa e viene scelta[15]. Il produttore del gruppo Yasuhiko Kimu la aiutò a trovare il suo posto nel gruppo[16] sfruttando i suoi punti di forza, ovvero la husky voice (un registro vocale roco)[17][18], e lo stile di rap simile a quello del rapper giapponese CHICO CARLITO[19]. Ha coreografato alcune canzoni del gruppo, fra cui CALL ME TIGHT[18]. Nel dicembre 2020 è stata ospite del programma televisivo di TV Asahi Freestyle Teacher con i colleghi Cypress Ueno e Tag[20][21]. Ha partecipato al concorso di rap freestyle Sengoku MC BATTLE, che si svolge al Nippon Budōkan, a partire dalla XXV edizione del 30 dicembre 2021[22]. Dall'agosto 2020 ha iniziato a tenere dei vlog, uno in inglese intitolato risano news (risanoニュース?) con pillole di cultura giapponese raccontata agli stranieri, e uno lingua giapponese intitolato Norinorisano ōkoku (ノリノリサーノ王国?) di tipo generalista in cui presenta anche i suoi brani originali solisti[18]; entrambi i vlog sono ospitati sul canale YouTube delle lyrical school.

### Cronologia
I colori indicano i colori rappresentativi delle componenti del gruppo.

## Discografia

### tengal6

#### Album in studio
- 25/05/2012 - CITY (CITY?)

#### EP
- 07/05/2011 - Machigau (まちがう?)

#### Singoli
- 28/10/2011 - Puchahenza! (プチャヘンザ!?)[23]

### lyrical school

#### Album

##### Album in studio
- 18/09/2013 - date course (date course?)
- 10/03/2015 - SPOT (SPOT?)
- 13/11/2016 - guidebook (guidebook?)
- 19/06/2018 - WORLD'S END (WORLD'S END?)
- 11/09/2019 - BE KIND REWIND (BE KIND REWIND?)
- 07/04/2021 - Wonderland (Wonderland?)
- 20/04/2022 - L.S. (L.S.?)

##### Album dal vivo
- 14/02/2018 - "TAKE ME OUT" ON DEC 16
- 19/03/2019 - lyrical school tour 2018 "WORLD'S END"

##### Remix e altro
- 23/10/2018 - WORLD'S END Minami hankyū REMIX (WORLD'S END 南半球REMIX?); remix integrale dell'album WORLD'S END
- 06/11/2019 - BE KIND REWIND INSTRUMENTALS (BE KIND REWIND INSTRUMENTALS?); versione strumentale integrale dell'album BE KIND REWIND, solo digitale
- 04/07/2021 - Wonderland INSTRUMENTALS (Wonderland INSTRUMENTALS?); versione strumentale integrale dell'album Wonderland, solo digitale

#### EP
- 06/11/2019 - Enough is school EP (Enough is school EP?); solo digitale
- 22/04/2020 - OK!!!!! (OK!!!!!?)
- 29/07/2020 - PLAYBACK SUMMER (PLAYBACK SUMMER?); solo digitale
- 04/11/2020 - Dance The Night Away -EP- (Dance The Night Away -EP-?); solo digitale

#### Singoli
- 22/08/2012 - Sorya natsu da!/Oide yo (そりゃ夏だ!/おいでよ?)
- 12/12/2012 - Ribbon wo kyutto (リボンをきゅっと?)
- 15/05/2013 - PARADE (PARADE?)
- 11/12/2013 - Waratte.net/My kawaii nichijōtachi (わらって.net/Myかわいい日常たち?)
- 02/04/2014 - brand new day (brand new day?)
- 15/07/2014 - FRESH!!! (FRESH!!!?)
- 28/10/2014 - PRIDE (PRIDE?)
- 21/07/2015 - Wondergound (ワンダーグラウンド?)
- 27/04/2016 - RUN and RUN (RUN and RUN?)
- 06/07/2016 - Summer Foundation (サマーファンデーション?)
- 17/10/2016 - Magic Hour/Kakkō warui furare kata -lyrisch no baai- (マジックアワー/格好悪いふられ方 -リリスクの場合-?)
- 18/07/2017 - Natsu yasumi no BABY (夏休みのBABY?)
- 19/12/2017 - Tsuretette yo/CALL ME TIGHT (つれてってよ/CALL ME TIGHT?)
- 25/12/2018 - Pajama Party/Sharp Pencil feat. SUSHIBOYS (パジャマパーティー/シャープペンシル feat. SUSHIBOYS?)
- 22/01/2019 - Tokyo Burning/Cookin' feat. Young Hastle (Tokyo Burning/Cookin' feat. Young Hastle?)
- 26/06/2019 - LAST DANCE (LAST DANCE?); solo digitale
- 24/07/2019 - Enough is school (Enough is school?); solo digitale
- 28/08/2019 - LOVE TOGETHER RAP (LOVE TOGETHER RAP?); solo digitale
- 03/11/2019 - Enough is school / LOVE TOGETHER RAP (Enough is school / LOVE TOGETHER RAP?)
- 08/04/2020 - OK! (OK!?); solo digitale
- 28/10/20202 - Bright Ride (Bright Ride?); solo digitale
- 03/11/2020 - Dance The Night Away feat. Kick a Show / OK! (Dance The Night Away feat. Kick a Show / OK!?)
- 25/11/2020 - FIVE SHOOTERS (FIVE SHOOTERS?); solo digitale
- 24/02/2021 - TIME MACHINE (TIME MACHINE?); solo digitale
- 09/02/2022 - The Light (The Light?); solo digitale
- 23/03/2022 - Find me! (Find me!?); solo digitale